# 386 (číslo)
Tři sta osmdesát šest je přirozené číslo, které následuje po čísle tři sta osmdesát pět a předchází číslu tři sta osmdesát sedm. Římskými číslicemi se zapisuje CCCLXXXVI a řeckými číslicemi τπϛ.

## Matematika
386 je:
- Poloprvočíslo
- Šťastné číslo

## Astronomie
- (386) Siegena je planetka hlavního pásu, kterou objevil v roce 1894 Max Wolf

## Doprava
- Silnice II/386 je česká silnice II. třídy vedoucí na trase Kuřim () – Veverská Bítýška – [1][2]

## Ostatní
- +386 je mezinárodní telefonní předvolba Slovinska

## Roky
- 386
- 386 př. n. l.